# Rio Luna (vattendrag i Brasilien)
Rio Luna är ett vattendrag i Brasilien.   Det ligger i delstaten Amazonas, i den centrala delen av landet, 1 900 km nordväst om huvudstaden Brasília.
I omgivningarna runt Rio Luna växer i huvudsak städsegrön lövskog. Trakten runt Rio Luna är nära nog obefolkad, med mindre än två invånare per kvadratkilometer.